# 板齒犀
板齒犀屬（學名：Elasmotherium）是一類已经灭绝的大型犀牛，生存於中新世晚期至更新世晚期的歐亞大陸，約於35,000年前滅絕，為板齒犀亞科下生存年代最晚的演化支。
板齒犀屬的平均高約2米及長5米，前額上有長達2米的角，估計重達5噸。牠的腳較其他犀牛長，適合躍步，姿勢有點像馬，有可能善於奔跑。牠的牙齒像現今的馬，可以吃矮小的植物。牠於上新世晚期的中亞出現，在東歐生存至更新世中期，其起源可能是中華板齒犀。
最近期的物種是西伯利亞板齒犀，分佈在更新世的俄羅斯南部、烏克蘭及摩爾多瓦。古板齒犀及裴氏板齒犀生活在上新世晚期至更新世早期的中國東部，估計於約1600萬年前消失。俄羅斯最古老的板齒犀物種是生存在上新世晚期黑海的高加索板齒犀。

## 描述及古生物學

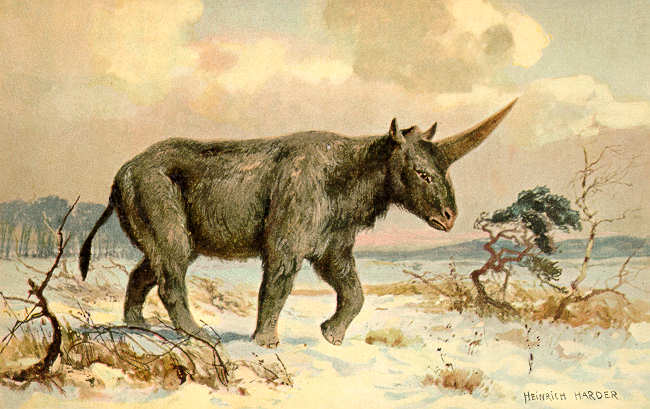
像獨角獸的板齒犀模擬圖。

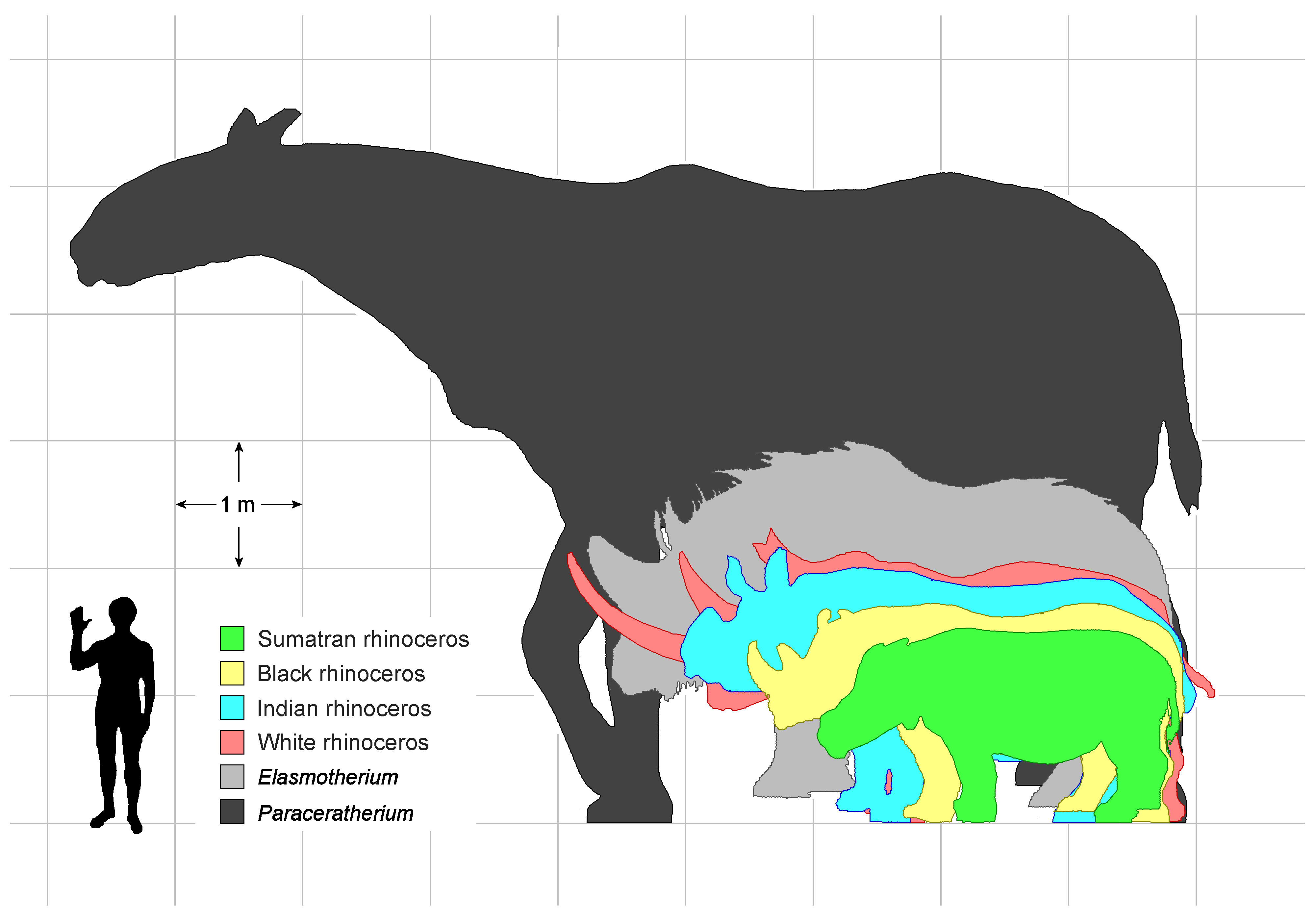
板齒犀（淺灰）與人類及其他犀牛的體型大小比較。其他犀牛分別為：巨犀（深灰）、白犀牛（紅）、印度犀牛（青）、黑犀牛（黃）、蘇門答臘犀牛（綠）

板齒犀的形態特徵產生了兩個有關牠們出現及棲息地的假說。第一個是較為廣泛接受，指板齒犀是大型的長毛動物，前額有大角，但是卻未曾發現這角的化石。而基於牠們幼長的四肢，估計是生活在廣闊的草原。另一個則基於板齒犀的牙齒及頭顱骨形態，指牠同時也是生活在河岸帶的群落生境。因為板齒犀沒有犬齒及發展完好的外側突，顯示牠們的頭部會向外側移動，可能是來吃草的。另外牠的齒列亦是高冠齒，顯示其食物中有礦物顆粒，而這些顆粒往往都在濕潤泥土的植物中找得到。
目前已知的西伯利亞板齒犀體長可達 4.5米（15英尺），肩高超過 2米（6英尺7英寸）；而根據一枚大小遠大於西伯利亞板齒犀的高加索板齒犀臼齒化石，高加索板齒犀的體長至少可達 5米（16英尺），體重估計約 3.6—4.5公噸（4—5短噸）。兩種板齒犀都是犀科中體型最大的物種，趨近猛犸象而遠大於披毛犀。足為蹄行，前肢較後肢長，均具 3 趾及殘遺的第五掌骨

### 滅絕
板齒犀屬最初被認為是約於200,000年前滅絕，但是發現於哈薩克巴甫洛達爾州的西伯利亞板齒犀顱骨碎片顯示牠們約於36,000–35,000年前仍生存於西西伯利亞平原上，在西伯利亞的Smelovskaya和Batpak洞穴中，也曾發現地層年代約50,000年前的板齒犀遺骸，推測是由掠食者拖入洞穴中的。
這個時間時值第四紀滅絕事件，在該時期許多體重重於45公斤的大型哺乳動物均走向滅絕。此時恰好氣候逐漸變的寒冷，使得草與其他植披逐漸被苔蘚與地衣取代，加上人類的遷入，推測這就導致了板齒犀屬的滅絕。

## 逸聞
一般相信板齒犀已經滅絕，但是根據瑞典的百科全書及科學作家維利·萊（Willy Ley）所述，板齒犀有可能生存至俄羅斯鄂溫克族的傳說出現。另外，中世紀的阿瑪德·伊本法德蘭（Ibn Fadlan）亦記載了一種像板齒犀的動物。
一些人指其實獨角獸傳說其實就是未滅絕的板齒犀，因為板齒犀的形態與獨角獸的描述相似。

## 圖庫

### 復原圖

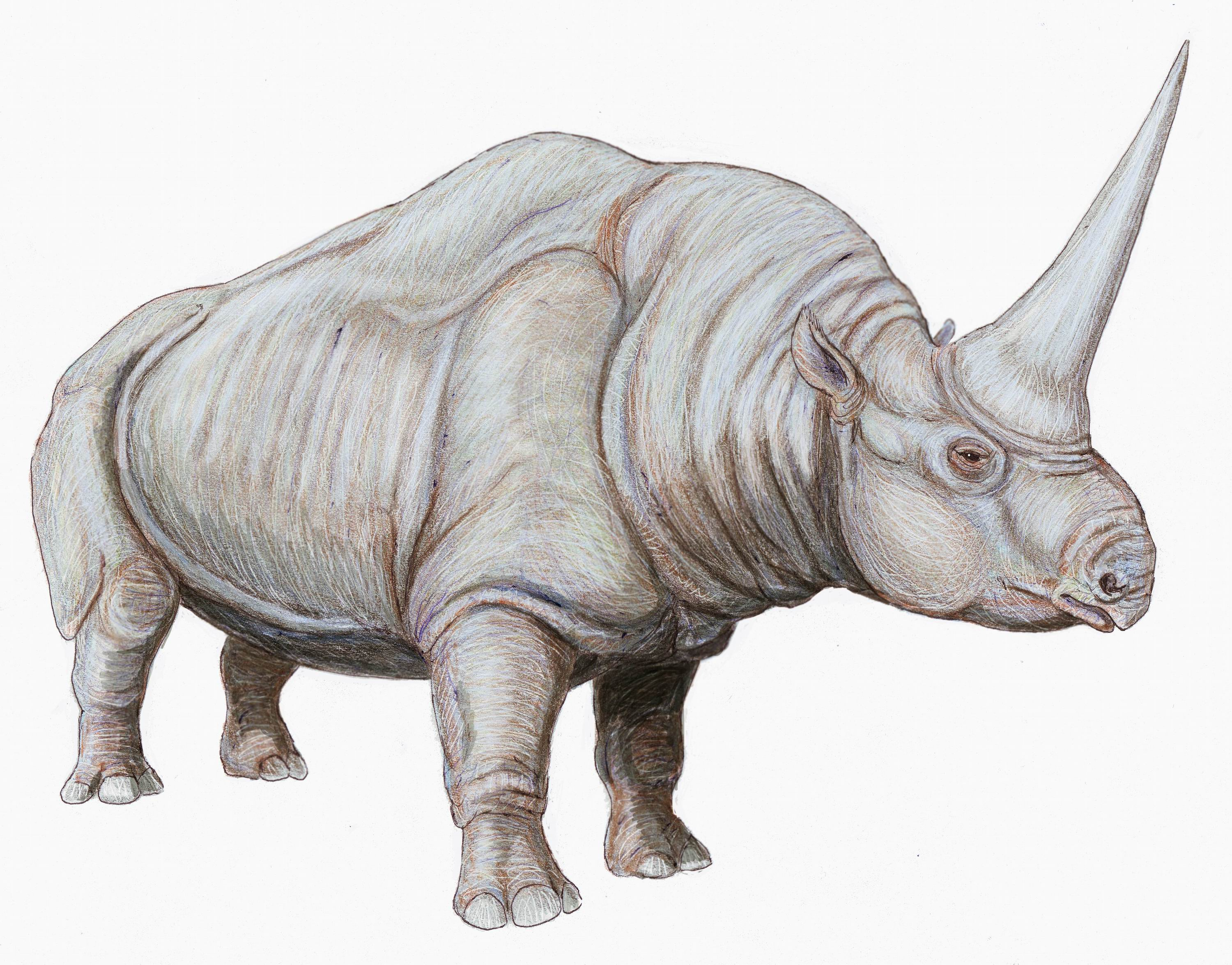
高加索板齒犀 E. caucasicum
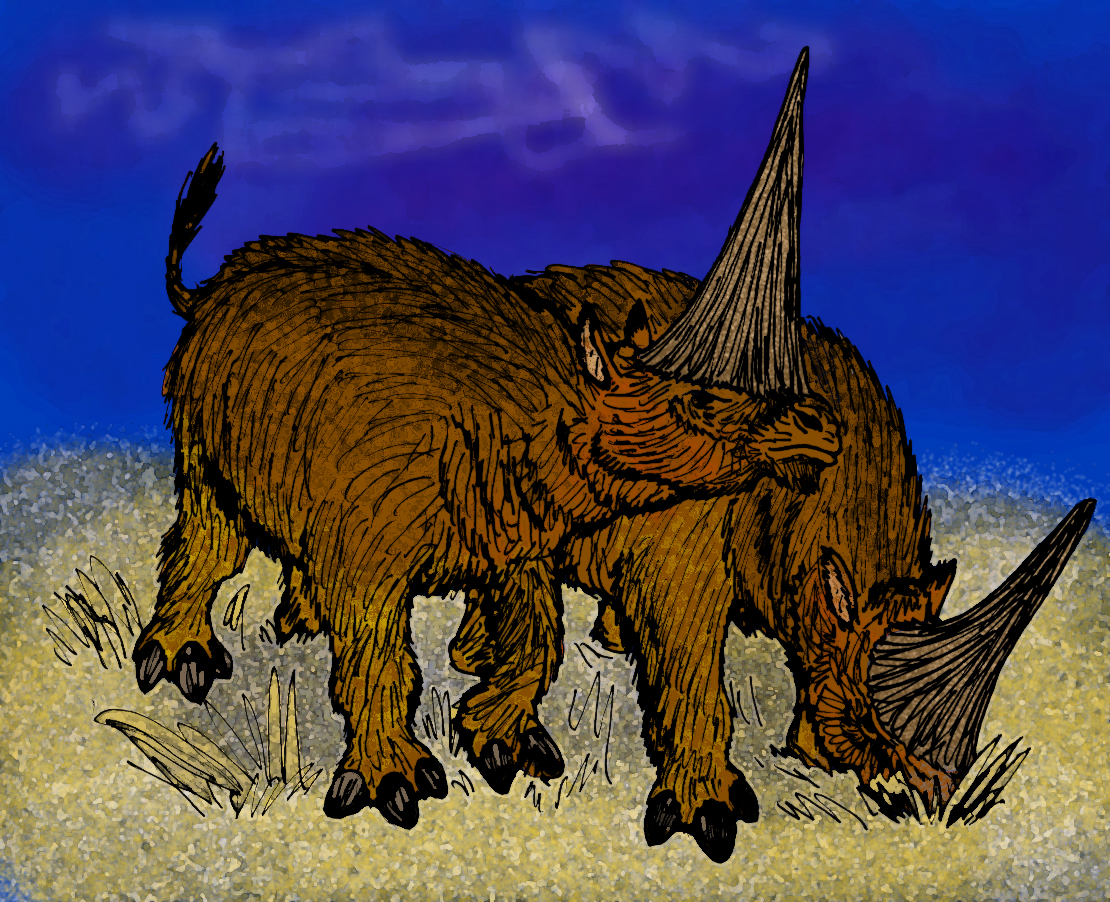
西伯利亞板齒犀 E. sibiricum
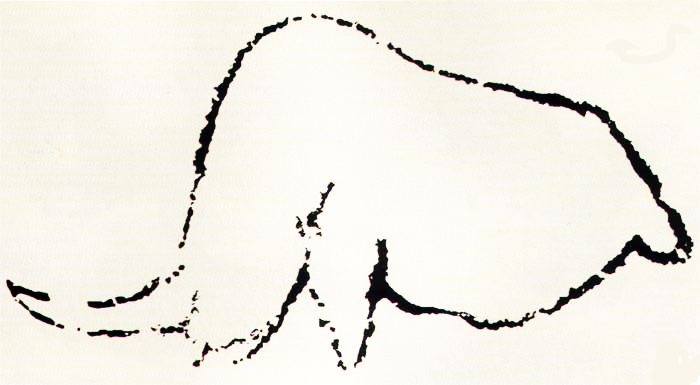
魯菲尼亞克的洞穴中發現的史前壁畫，推測為舊石器時代
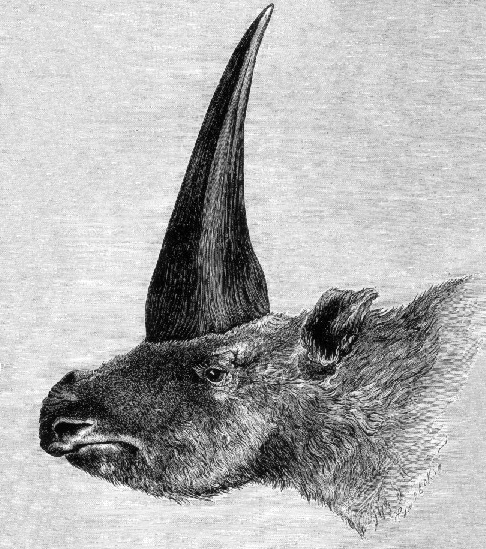
第一幅板齒犀的復原圖（1878年）
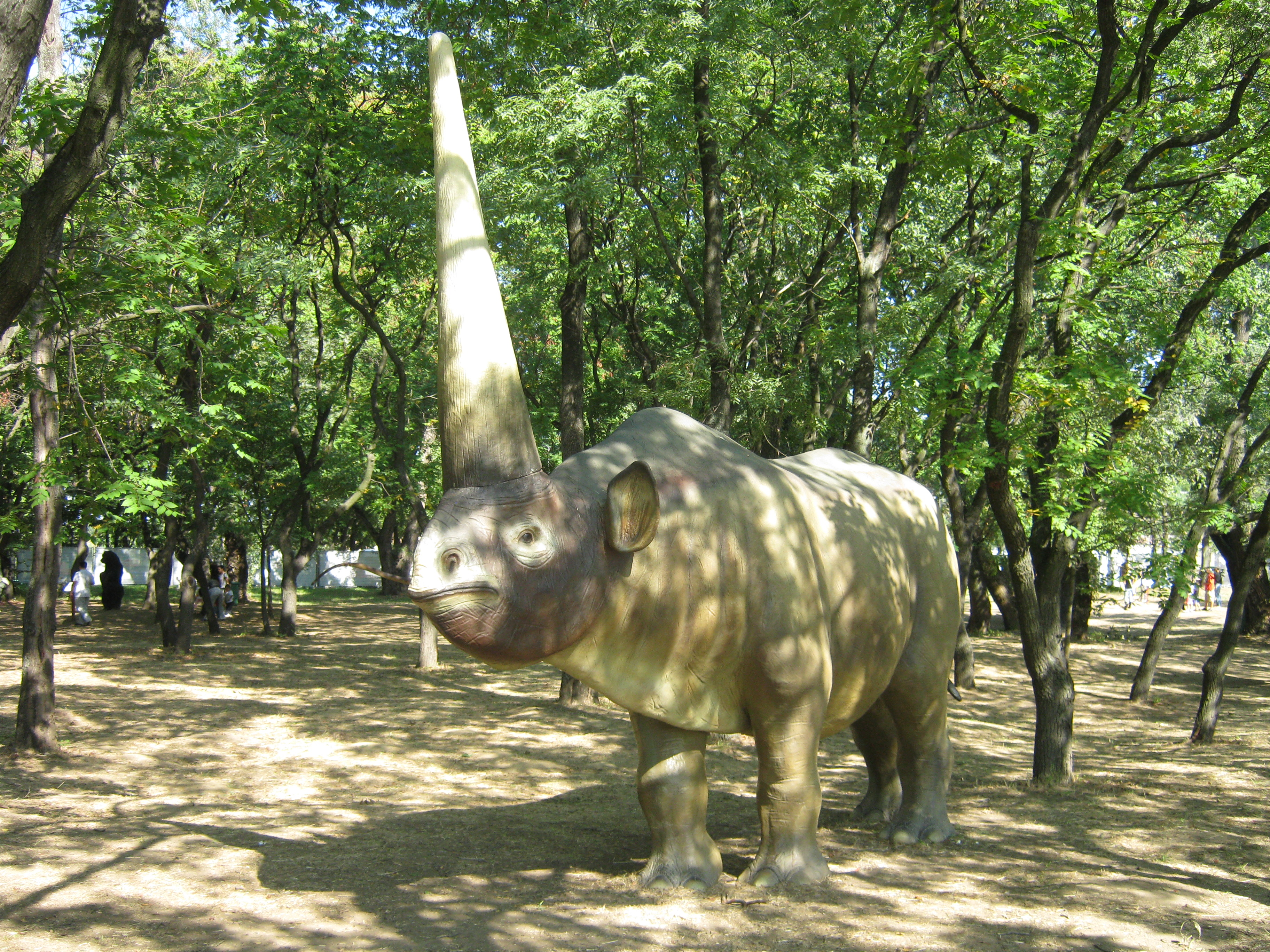
板齒犀實體大小模型

### 化石

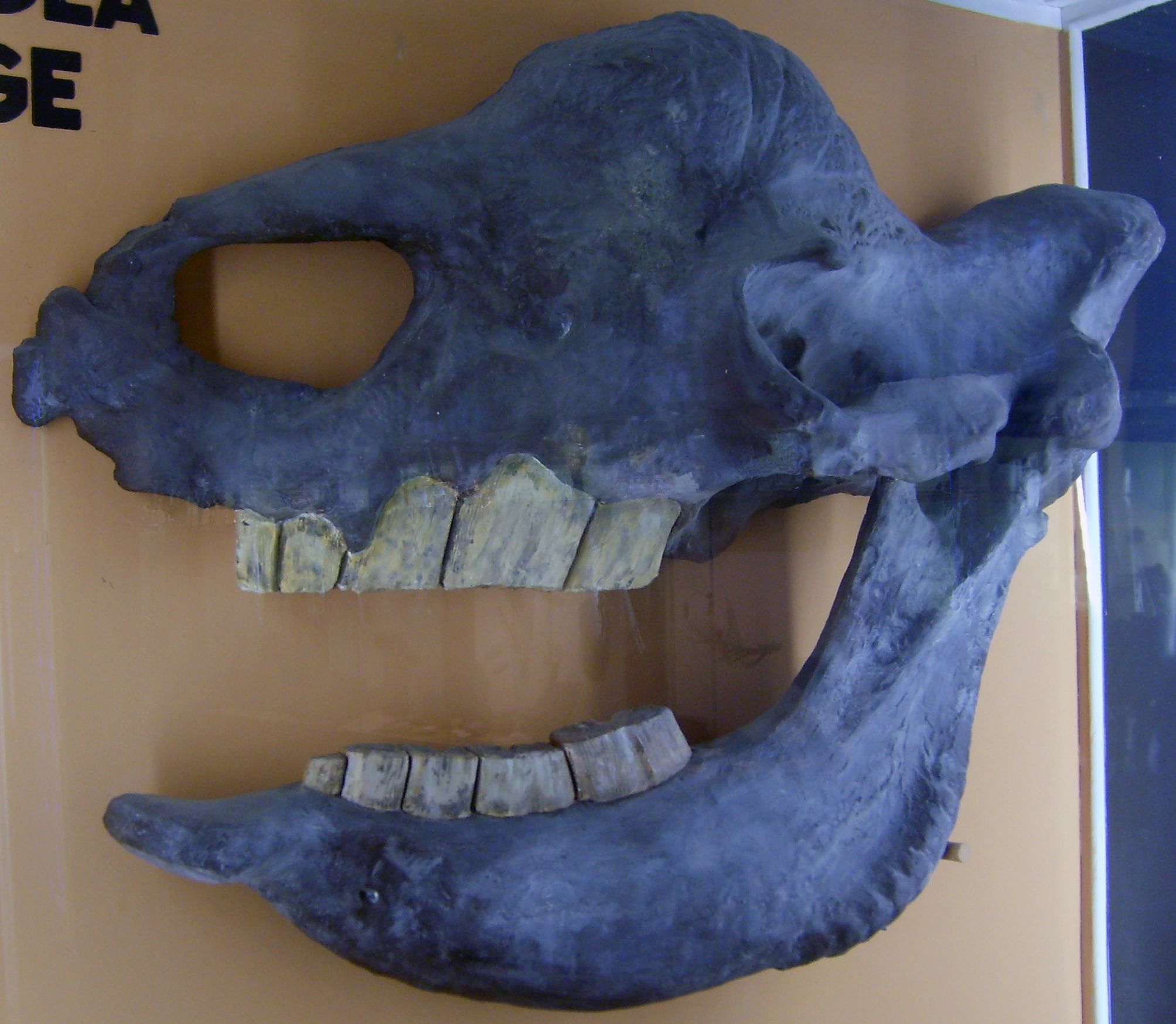
柏林博物館所收藏的西伯利亞板齒犀頭骨
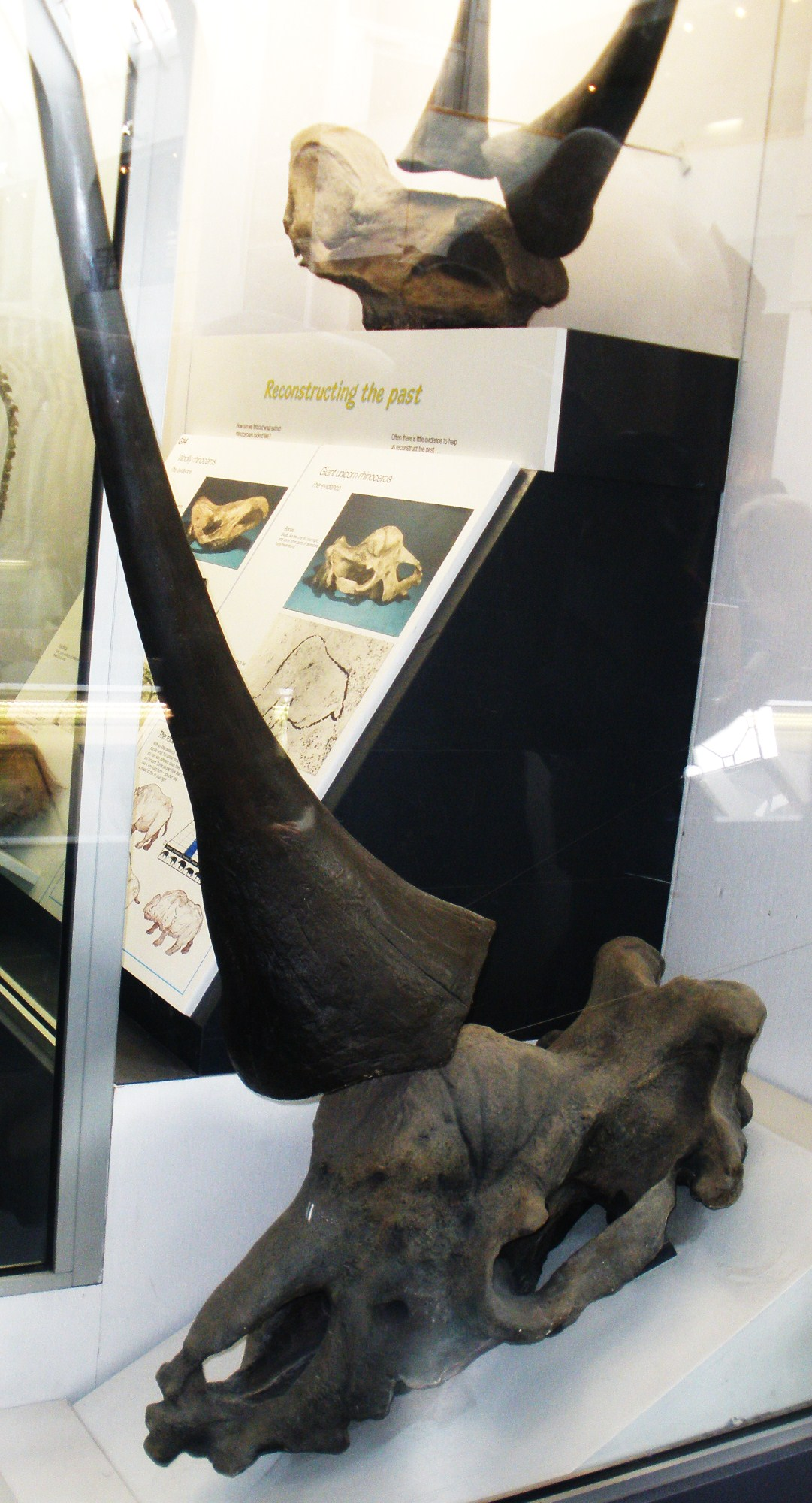
頭骨模型